# Rijksbeschermd gezicht Budel-Dorplein
Gezicht Budel-Dorplein is een van rijkswege beschermd dorpsgezicht in Budel-Dorplein in de Nederlandse provincie Noord-Brabant. De procedure voor aanwijzing werd gestart op 22 juli 1998. Het gebied werd op 21 april 2011 definitief aangewezen. Het beschermd gezicht beslaat een oppervlakte van 307,4 hectare.
Panden die binnen een beschermd gezicht vallen krijgen niet automatisch de status van beschermd monument. Wel zal de gemeente het bestemmingsplan aanpassen om nieuwe ontwikkelingen in het gebied te reguleren. De gezichtsbescherming richt zich op de stedenbouwkundige en cultuurhistorische waardering van een gebied en wil het toekomstig functioneren daarvan veiligstellen.